# Éclipse solaire du 13 juillet 2037
Une éclipse solaire totale aura lieu le 13 juillet 2037.

## Parcours

Carte animée de l'éclipse.

Cette éclipse totale décrira une grande boucle qui commencera dans l'océan Indien, traversera toute l'Australie centrale, de la côte ouest à la côte est, où elle aura son maximum ; puis continuera sur l'océan Pacifique. L'éclipse passera sur le centre de l'Île du Nord de Nouvelle-Zélande. Puis, elle ira finir environ 1000 km au large, au sud-est de l'Île du Nord.